# Малий Житин
Малий Житин — село, розташоване в Рівненському районі Рівненської області. Входить до складу Шпанівської сільської громади.

## Географія
Населений пункт межує з селами Великий Житин, Забороль, Шпанів.
Територією протікає річка Кустинка. Поблизу села, між Малим Житином і Заборолем, до річкової долини примикає урочище Оснобрость, яким протікає однойменний струмок, що також впадає в цю річку. Серед жителів сіл ходить повір'я, що там «водить». За свідченням одного чоловіка, він темної ночі йшов через Оснобрость, і його водило по колу, він повертався на одне й те ж саме місце до самого ранку. Іншим людям здалеку ввижалося щось у білому. Але найчастіше люди напівжартома лякають одне одного тією місцевістю.

### Вулиці
- Княгині Ольги;
- Миколи Приходька;
- Польова;
- Берегова.

### Інфраструктура
1. Філія "Маложитинська початкова школа" ОЗ "Шпанівський ліцей Шпанівської сільської ради Рівненського району Рівненської області"[2];
2. Храм Святої Параскеви-П'ятниці, зведений 1783 року[1];
3. Храм Кирила та Мефодія;
4. Фельдшерсько-акушепункий пункт;
5. Джусі-паб

## Населення
Згідно з переписом УРСР 1989 року, чисельність наявного населення села становила 574 особи, з яких 258 чоловіків та 316 жінок.
За переписом населення України 2001 року, в селі мешкали 522 особи.

### Мова
Розподіл населення за рідною мовою за даними перепису 2001 року:
| Мова       | Відсоток |
| ---------- | -------- |
| українська | 99,43 %  |
| російська  | 0,57 %   |

## Символіка

### Герб
Затверджений 12 лютого 2016 р. рішенням № 82 сесії сільської ради VII скликання. Автори — Ю. П. Терлецький, Л. Г. Хома, І. М. Самков, В. П. Мельничук.
Щит розтятий зеленим і золотим. На правій частині — половина золотого колеса водяного млина, на лівій — зелений вигнутий дубовий листок. Щит вписаний у золотий декоративний картуш й увінчаний золотою сільською короною.
Листок символізує лісисту місцевість, колесо — водяний млин, що існував на ставку.

## Уродженці
- Коровайчук Василь Васильович (нар. 14 січня 1919, село Малий Житин). Призваний на фронт у 1940 році. Проходив служив у 312 стрілецькому полку, у роки війни служив у окремому саперному батальйоні № 1101. Був поранений біля Сталінграда. Після поранення перебував на службі у Гвардійському полку до закінчення війни. Брав участь у переправі Гвардійського полку на о. Хортицю з групою саперів. Був нагороджений медаллю «За відвагу», «орденом Червоної зірки», «орденом Великої Вітчизняної Війни І — степені», двома «орденами Великої Вітчизняної Війни ІІ — степені».[6]Пам'ятник воякам-односельцям

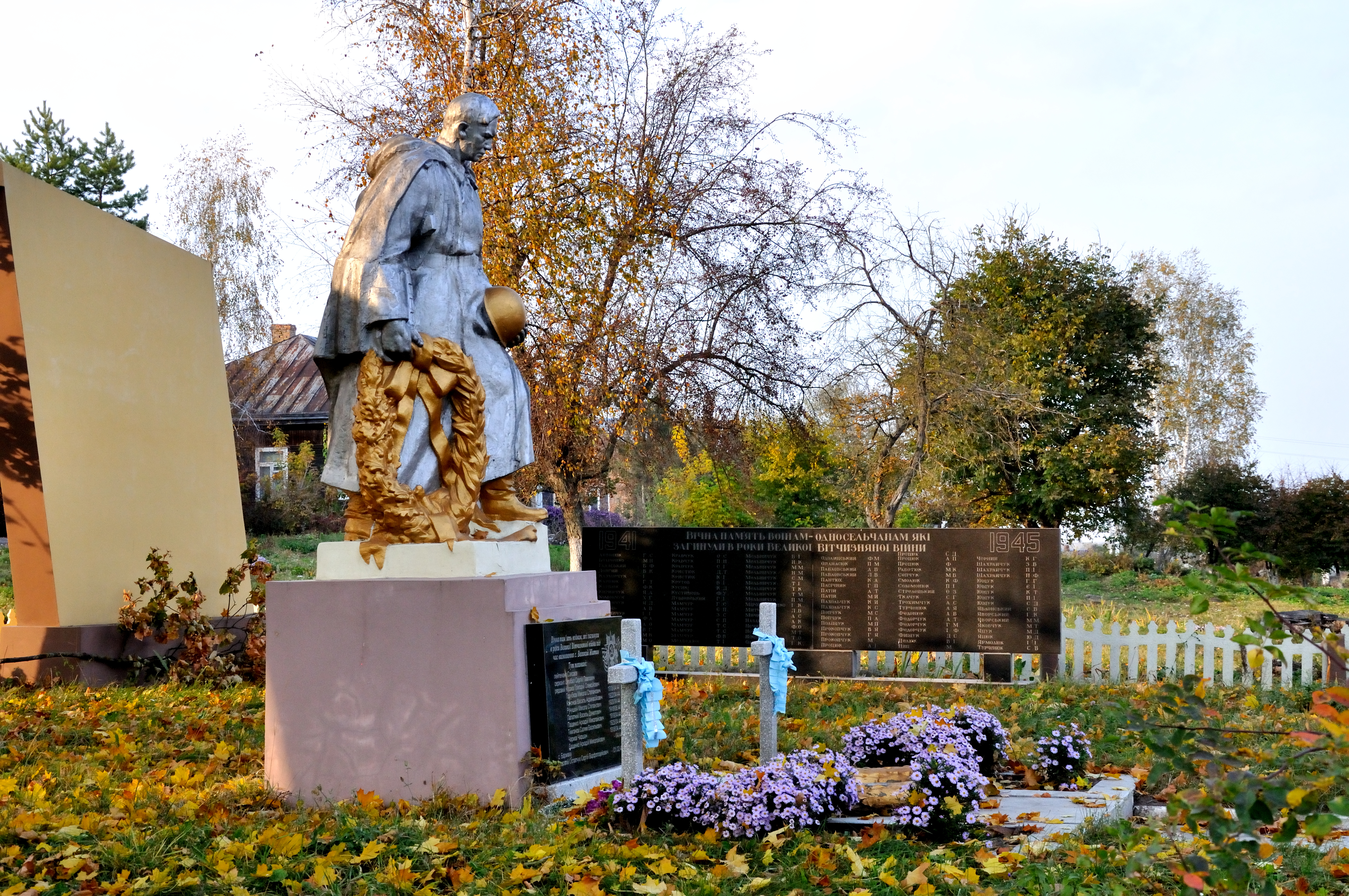
Пам'ятник воякам-односельцям

- Шахрайчук Леонтій Григорович(нар. 23 травня 1921, село Малий Житин). Призваний на фронт у 1941 році. У роки війни воював на II Білоруському фронті у 334 окремому саперному батальйоні. Брав участь у захоплені міста Кеніґсберґ, також брав активну участь у захопленні двох фортець. Був нагороджений медалями «За відвагу», «За взяття Кеніґсберґа», «За перемогу над Німеччиною»[7]
- Шахрайчук Михайло Захарович (нар. 1 лютого 1922, село Малий Житин). Призваний на фронт у 1944 році. Воював на Прибалтійському фронті. Брав участь у захопленні Литви. Був нагороджений: медалями «За перемогу», «За перемогу над Німеччиною».[8]